# Dadi Hirdaja Mohini
Dadi Hirdaja Mohini – Ta, która przyciąga serca innych; znana też jako Dadi Gulzar. Joginka, uczennica Brahma Baby od 1937 roku. 
Dadi w wieku 16 lat otworzyła ośrodek medytacyjny w Lucknow. Obecnie sprawuje funkcję Wicedyrektora Administracyjnego Światowego Uniwersytetu Duchowego Brahma Kumaris. Jest też dyrektorem indyjskich ośrodków tej organizacji w Delhi i Kaszmirze.